# Kobylec (przystanek kolejowy)
Kobylec – przystanek kolejowy we wsi Kobylec, w woj. wielkopolskim, w Polsce.

## Ruch pasażerski
| Rok  | Wymiana pasażerska na dobę |
| ---- | -------------------------- |
| 2017 | 10-19                      |
| 2022 | 10-19                      |